# VII закрытый Пленум Центрального Комитета Компартии Латвии (7-8 июля 1959 г.)
VII закрытый Пленум Центрального Комитета Компартии Латвии — состоявшийся 7-8 июля 1959 года пленум ЦК Коммунистической партии Латвии, в результате которого Янис Калнберзинь был освобожден от обязанностей первого секретаря ЦК Компартии Латвии и была осуждена «национал-коммунистическая» политика местного партийного руководства.

## Предыстория
В послевоенной Советской Латвии сформировалась группа «национал-коммунистов» (латыш. Nacionālkomunisti), идеологами которой стали послевоенный комсомольский лидер Паулс Дзерве, 1-й секретарь Рижского горкома партии, а затем 1-й заместитель председателя Совета Министров ЛССР Эдуардс Берклавс, 2-й секретарь ЦК КПЛ Вилис Круминьш. Дзерве составил и распространил документ «Перспективы народного хозяйства Латвийской ССР», где выступал против строительства в республике крупных предприятий, и, соответственно, завоза рабочей силы, считая что Латвия должна остаться аграрной страной с преимущественно хуторским типом ведения хозяйства.
11 июня 1953 года в рамках «национальных реформ» по коренизации республик Запада СССР вышел приказ Л. Берия о незамедлительном открытии в Риге оперативного училища МВД (150 курсантов годичного цикла) и школы милиции (350 человек в год). Все места предназначались для латышей-комсомольцев или членов партии, обучение должно было начать с 1 сентября 1953 года только на латышском языке.
Руководители Советской Латвии в течение всех 1950-х гг. проводили в республике политику «мягкой силы»: всем руководящим кадрам, а также лицам, общающимся с населением (милиция, коммунальные службы, торговля) в 2-летний срок требовалось освоить латышский язык, под угрозой понижения в должности или увольнения; была ограничена прописка в Риге отставных военных и членов их семей.
На XIV съезде КПЛ, состоявшемся в конце января 1956 года, «национал-коммунисты» Советской Латвии открыто оппонировали гостям съезда из Москвы — заместителю заведующего отделом партийных органов ЦК КПСС по союзным республикам Ф. Яковлеву и заведующему сектором того же отдела В. Горину.
В том же ключе выступил и министр сельского хозяйства ЛССР Александр Никонов. На съезде был «национализирован» состав Центрального Комитета — среди 118 избранных было 82 латышей (69,5 %).
При этом, однако, республиканская партийная организация во главе с ЦК КП Латвии выступила против ряда работников, проводивших откровенно националистическую линию в вопросах подбора и расстановки кадров.

## Визит Хрущёва и чистка партийного руководства
9 июня 1959 года в Латвию прибыл председатель Совета Министров СССР Н. С. Хрущёв вместе с руководителем ГДР Вальтером Ульбрихтом. 10 июня 1959 года Хрущёв и Ульбрихт посетили завод ВЭФ и колхоз «Сарканайс октобрис» в Цесисском районе. Хрущёв принял участие в совещании руководящих партийных работников Латвии. Во время визита Хрущёв получил огромное количество жалоб на увольнения и лишение жилья по национальному признаку от лиц не титульной нации.
После этого, в июле 1959 года в Латвии началась большая чистка руководства. На пленуме ЦК Компартии Советской Латвии многие высокопоставленные партийные и советские чиновники были обвинены в проведении буржуазно-националистической политики и вскоре лишились своих высоких постов. В отставку отправились первые лица Латвии: партийный секретарь Янис Калнберзинь и председатель правительства Вилис Лацис. Около 2000 членов Коммунистической партии Латвии лишились своих должностей и были исключены из партии
После этого в официальной печати появились следующие сообщения:

Выразители национал-коммунистических взглядов не понимали прогрессивных процессов слияния социалистических наций, не принимали прогрессивности миграции и ассимиляции населения страны, без чего развитие отдельных советских республик привело к национальной замкнутости, затормозилось продвижение к коммунистическому обществу.
Все эти националистически настроенные лица после июльского Пленума ЦК КП Латвии 1959 г. получили строгие партийные взыскания и были освобождены от руководящей работы…
…Вызывает недоумение позиция, занятая некоторыми членами бюро ЦК КП Латвии в отношении направления развития промышленности в республике.
При обсуждении проекта семилетнего плана на объединённом заседании бюро ЦК и Совета министров республики в октябре прошлого года т. Берклав высказался против дальнейшего развития тяжёлой промышленности, в частности, против расширения вагоностроительного и дизельного заводов и увеличения на них выпуска продукции. Возражения мотивировались тем, что за последние годы население республики увеличилось за счёт приезжих на 450 тыс. чел., а строительство и расширение заводов потребуют дальнейшего завоза рабочей силы извне. Машиностроение не следует развивать, поскольку металл завозится. Выпуск дизелей, идущих на спецнужды, не следует расширять потому, что в случае войны Рига пострадает в первую очередь. Обосновывая свои доводы, касающиеся недопущения механического прироста населения, он заявил, что если будут возражения против этого, он поставит вопрос о персональном голосовании. Утверждения т. Берклава являются несостоятельными. Официальные данные Госплана Латвийской ССР свидетельствуют о том, что в республике имеются десятки тысяч свободных рук, как в городах, так и в сельской местности. В этой связи непонятна такая повышенная насторожённость против прибытия рабочих извне. Не потребуется и большого завоза металла для машиностроительной промышленности, так как только за счёт собираемого на месте лома имеется возможность, значительно увеличить производство стали, внутри республики. Вместе с тем т. Берклав высказался за необходимость всемерного развития в республике лёгкой и пищевой промышленности, продукция которой в основном должна потребляться на месте. Такая неправильная ориентация не получила надлежащей оценки и осуждения со стороны членов бюро ЦК.
Непонимание общегосударственных задач было проявлено также при обсуждении на бюро ЦК КП Латвии просьбы Госплана СССР об организации в республике производства кондиционеров. Этот вопрос дважды обсуждался на бюро ЦК и каждый раз отклонялось предложение Госплана, хотя, по заявлению председателя совнархоза т. Гайле, производство кондиционеров можно было бы без особых затруднений организовать на заводе «Сельмаш» в г. Елгаве. С большими потугами решался вопрос о строительстве предприятий радиоэлектронной промышленности.

## Последующие события
В январе 1972 года в январском номере социал-демократической газеты «Свобода» на латышском языке было опубликовано письмо «17 латышских коммунистов» с протестом против переселения в Латвийскую СССР русскоязычного населения и «принудительной ассимиляции» латышей. Письмо было опубликовано 29 января 1972 года в крупнейшей шведской ежедневной газете Dagens Nyheter. В то же время его содержание начали передавать по «Радио Свобода».
В мае 1988 года ЦК Компартии Латвии (КПЛ) создал комиссию, закончившую свою деятельность осенью того же года сообщением, в котором события 1959 года были оценены негативно. Однако из всех предложений этой комиссии реализовано было только одно — опубликовать стенограмму пленума 7-8 июля 1959 года.
На 25-м съезде КПЛ 6-7 апреля 1990 года было выдвинуто предложение отменить постановления июльского пленума, но это не получило поддержки большинства.
Бывшие «национальные коммунисты» Индрикис Пинскис, Павилс Пизанс, Вилис Круминьш, Волдемарс Калпиньш активно приглашались на интервью, в прессе публиковались их воспоминания. В политическом контексте того времени они воспринимали и фактически представляли себя как защитников интересов Латвии и латышей, в противовес прислужникам Москвы (А. Пельше и другим). Но в 1990-е годы авторы, которые писали о своем опыте советского времени и были близки к рядам «национальных коммунистов», уже скорее старались показать себя антикоммунистами, которые уже в то время поняли вред идей коммунизма для интересов Латвии и латышского народа.